# 友ヶ島汽船
友ヶ島汽船株式会社（ともがしまきせん）は、和歌山県和歌山市に本社を置く海運会社。2007年3月より加太港と友ヶ島を結ぶ航路を運航している。本項目では、2006年の廃業まで同航路を運航していた同名の有限会社についても取り扱う。

## 概要
友ヶ島は戦後、南海電鉄グループにより観光開発が進められたため、同航路も南海グループの南汽観光が運航していた（当時は、和歌山市に近い加太港からと、大阪寄りの深日港からの2航路を運航していた）。
しかし、2000年頃には観光客数が最盛期の1/5まで減少したため、2000年6月に南海グループのリストラの一環として、和歌山市に対し友ヶ島観光事業からの撤退と同航路の廃止を申し出た。これに対し和歌山市や地元の観光業者および市民などから反対の声があがったものの、2002年3月末には航路を含めた観光事業が全廃となった。
このうち、加太港から友ヶ島間の航路については平井通船（かつて和歌山県串本町と対岸の紀伊大島間の航路を運営していた）が引継ぐこととなり、有限会社友ヶ島汽船を設立し、運航を開始した。
片道の運賃は南汽観光時代と同じ（880円）、往復運賃は1,760円から1,500円に値下げされたが、しばらくして値上げ（片道1,000円、往復2,000円）された。その後、2006年に地元の加太漁業協同組合が釣り人を対象に土休日運航のチャーター便事業を始めた（運賃は片道700円）ことも影響して乗客が減少し、原油価格の高騰もあって経営が苦しくなったため、2006年11月末をもって有限会社友ヶ島汽船は廃業した。
今回は、前回のように航路の引き継ぎを名乗り出た法人などはなかった。運航認可の関係から、友ヶ島汽船は12月17日まで運航延長し、その後、加太漁業協同組合が引き継ぐことが決定した。2007年3月から同漁協により運航されることとなり、新会社の友ヶ島汽船株式会社が設立され、有限会社友ヶ島汽船廃業前の社員や船舶などをほぼそのまま引き継いだが、運航本数は削減されている。

## 航路
- 加太港 - 友ヶ島（沖ノ島）野奈浦桟橋
- 所要時間 - 約20分
- 運賃 - 大人片道1,100円、往復2,200円
- 便数 - 平常時は1日4便の運航を行っている（水曜は運休）。冬季は往復2便で土・休日のみ運航（1/1は運休）。なお、夏季と5月連休時は通常ダイヤのほかに往復3本増便されるほか、イベント開催時や積み残し発生時などには突発的に増便されることもある。

## 船舶
現在の「ともがしま」は南汽観光時代に新造された船であり、2016年までは「ともがしま」1隻のみでの運航であったが、2016年4月頃より、「らぴゅた」を新たに就航させ、2隻体制での運行となっている。
南汽観光時代は、中型船「にゅうしらいし」（総トン数：72トン、最大搭載人員（旅客）：240人）も所有しており、「ともがしま」が就航するまでは、唯一の船として使用していた。加太港航路においては客が多いときに輸送力はない代わりに足の速い「ともがしま」と、足が遅い代わりに輸送力のある「にゅうしらいし」を交互に使用し、深日港航路においては便数や深日港の関係から「ともがしま」のみを使用していた。
「にゅうしらいし」は、岡山県の笠岡と真鍋島や白石島などを結ぶ三洋汽船からの譲渡船であり、船名も白石島に由来する。また、最大搭載人数も、三洋汽船時代の名残で運航時間によって変わる表記がなされていた。

### 就航中の船舶

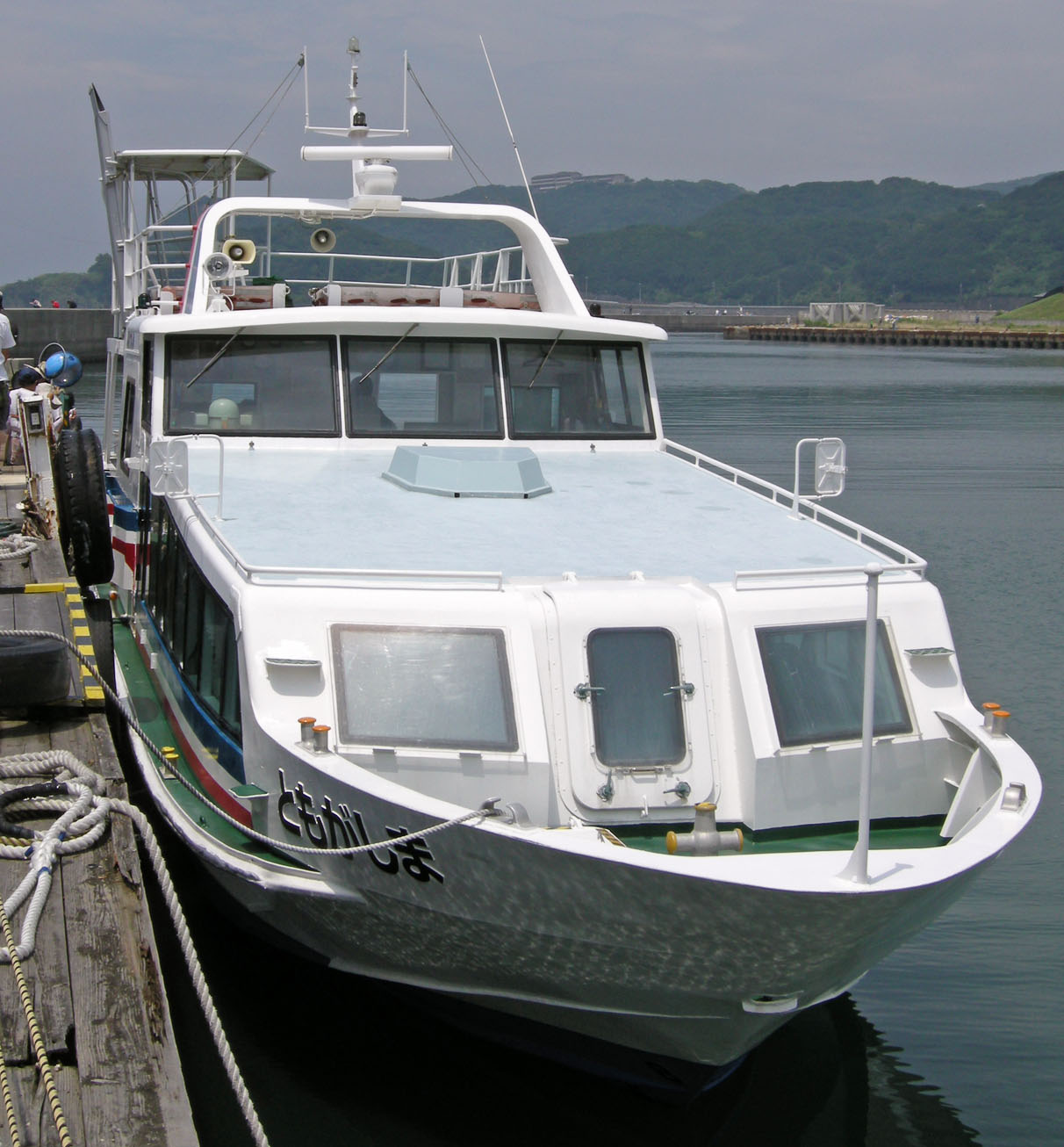
ともがしま（2009年7月）

- ともがしま

1998年3月竣工、神原海洋開発建造
19総トン、全長16.65m、旅客定員120名（船内椅子席58名、暴露部の椅子席12名、立席50名）
- ラピュタ

### 過去の船舶
- にゅうしらいし

元・三洋汽船
旅客定員240名（1.5時間未満）199名（3時間未満）88名（6時間未満）
- らぴゅた

19総トン、旅客定員89名
元・大島汽船「はやぶさ」、ベルクルーズ「ゆーみんトマト」

## のりばへのアクセス
- 加太港 - 南海加太線 加太駅から約800mまたはデマンド型乗合タクシー[3]ゑびすや前駐車場停留所下車。